# Genicanthus melanospilos
Espèce
Synonymes
- Holacanthus melanospilos Bleeker, 1857

Statut de conservation UICN

 LC  : Préoccupation mineure
Le Poisson-ange lyre zébré du Pacifique (Genicanthus melanospilos ) est une espèce de poissons de la famille des pomacanthidés. Elle est présente dans les récifs coralliens du Pacifique Ouest. La taille maximale pour cette espèce est de 18 cm à 20 cm selon les auteurs.

## Dimorphisme sexuel
Le Poisson-ange lyre zébré du Pacifique présente un dimorphisme sexuel important. C'est la robe du mâle qui a donné le nom commun de cette espèce en raison de ses rayures noires et blanches.

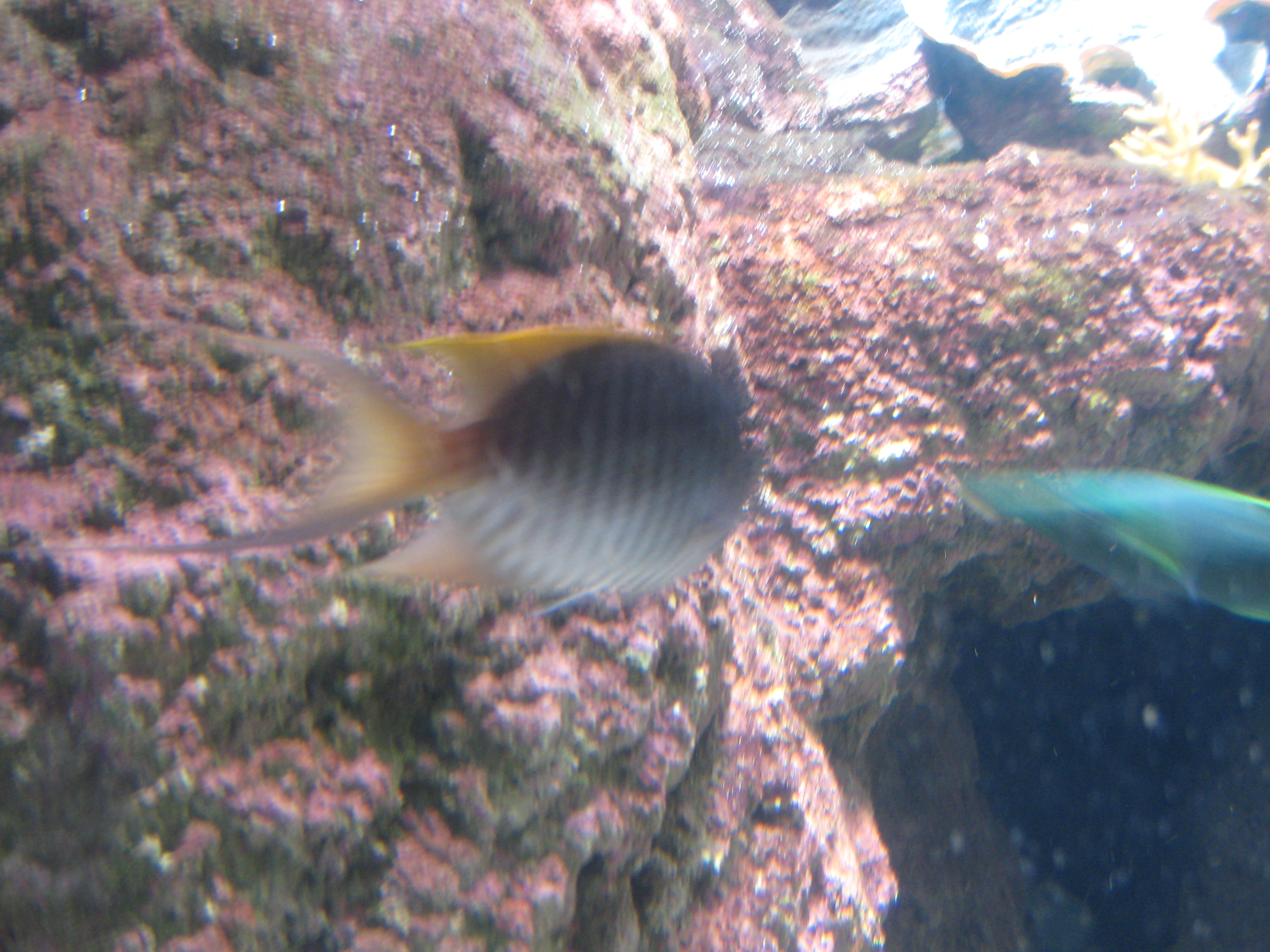
Mâle
Femelle